# Rapala scintilla
Rapala scintilla är en fjärilsart som beskrevs av De Nicéville 1890. Rapala scintilla ingår i släktet Rapala och familjen juvelvingar. Inga underarter finns listade.

## Bildgalleri

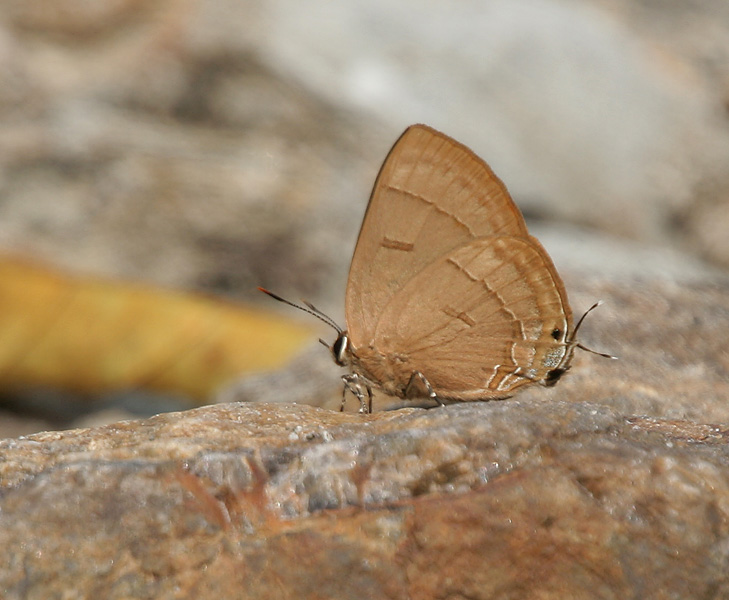